# Chiesa di San Benedetto in Gottella
La chiesa di San Benedetto in Gottella è un luogo di culto cattolico di Lucca che si trova in piazza Bernardini.

## Storia e descrizione
Menzionata già nel X secolo, fu ricostruita nel XIII secolo in laterizio, con la facciata in pietra, listata da fasce di calcare bianco nella parte superiore. Nella lunetta sopra la porta d'ingresso vi è un affresco (forse secolo XVII) raffigurante la Madonna con bambino tra i santi Benedetto e Giuseppe. Nella zona absidale sono inseriti frammenti altomedievali, residui delle decorazioni presbiteriali della chiesa precedente. Sotto la cornice del coronamento sono inseriti bacini ceramici del XIII secolo, di manifattura ligure. All'interno un rifacimento dei primi anni dell'Ottocento ha annullato sia l'assetto medievale che le successive ristrutturazioni, soprattutto quella seicentesca. Del corredo di pale d'altare resta la Madonna con il Bambino tra i Santi Benedetto e Margherita di Bartolomeo Brandimarte. La chiesa è sede della Confraternita dei Legnaioli.